# Moidieu-Détourbe
Moidieu-Détourbe – miejscowość i gmina we Francji, w regionie Owernia-Rodan-Alpy, w departamencie Isère.
Według danych na rok 1990 gminę zamieszkiwało 1158 osób, a gęstość zaludnienia wynosiła 64 osób/km² (wśród 2880 gmin regionu Rodan-Alpy Moidieu-Détourbe plasuje się na 700. miejscu pod względem liczby ludności, natomiast pod względem powierzchni na miejscu 594.).